# Raoul Caretti
Raoul Caretti (Ferrara, 1859 – Ferrara, 4 ottobre 1942) è stato un politico italiano, legato al Partito Nazionale Fascista e sindaco della città di Ferrara.

## Biografia
Raoul Caretti, subito dopo la fine della prima guerra mondiale, fu segretariato provinciale delle Opere federate di Assistenza e propaganda, fu legato al nascente fascismo ferrarese e, in seguito alle dimissioni di tutti i consiglieri del Comune di Poggio Renatico (da ricordare i fatti avvenuti a Ferrara il 20 dicembre 1920), venne ivi nominato commissario grazie ad un Atto del Prefetto del 1921. Nel 1922 fu candidato consigliere comunale alle elezioni amministrative di Ferrara, assieme ad Italo Balbo, a Renzo Ravenna ed a varie altre personalità fasciste, ed ottenne la carica di sindaco del capoluogo estense nel 1923. 

Dopo la guerra venne riconosciuto che l'amministrazione comunale di Ferrara prima col sindaco Caretti e poi col podestà Ravenna, suo successore nella carica, seppe mantenere il tradizionale buon governo senza venir meno alle esigenze di propaganda di regime.

Il figlio, Enrico Caretti, fu molto legato a Balbo.
Morì nel 1942 e fu sepolto nel Cimitero monumentale della Certosa di Ferrara.